# Río Chiwawa
El río Chiwawa es un corto río estadounidense, un  afluente del río Wenatchee que discurre íntegramente por el condado de Chelan, en el estado de Washington. Es parte de la cuenca del río Columbia, ya que el Wenatchee es uno de sus afluentes.
Gran parte de la cuenca del río Chiwawa está designada como bosque nacional y espacio natural. La cuenca superior del Chiwawa está en condiciones casi prístinas.
El nombre del río procede de un término de la lengua Columbia-Moses que significa tipo de arroyo (arroyo "wawa"). Albert H. Sylvester dio un gran número de nombres de lugares en la cuenca del río Chiwawa.

## Curso
El río Chiwawa nace en la zona salvaje del Glacier Peak, en las Cascadas del Norte, en la ladera sur de las montaña Chiwawa y Fortress. Fluye hacia el sur a través del Bosque Nacional de Wenatchee, entre Chiwawa Ridge al oeste y las montañas Entiat al este.
El río Chiwawa desemboca en el río Wenatchee varios kilómetros al este del lago Wenatchee.